# Nicolae Ceaușescu
Nicolae Ceaușescu (tiếng Romania: [nikoˈla.e t͡ʃe̯a.uˈʃesku] ⓘ, 26 tháng 1 năm 1918 – 25 tháng 12 năm 1989) là Tổng Bí thư Đảng Lao động Romania, sau này là Đảng Cộng sản Romania từ năm 1965 đến năm 1989, Chủ tịch Hội đồng Nhà nước từ năm 1967 và Tổng thống Romania từ năm 1974 đến năm 1989. Thời kỳ cầm quyền của ông được đánh dấu bởi thập kỷ đầu tiên với chính sách mở cửa với Tây Âu và Hoa Kỳ, lệch hướng so với các quốc gia Khối hiệp ước Warszawa trong thời kỳ Chiến tranh Lạnh. Ông tiếp tục xu hướng đã được người tiền nhiệm Gheorghe Gheorghiu-Dej, người đã khéo léo thương lượng để chế độ Khrushchev rút quân khỏi Romania năm 1958, đặt ra. Thập kỷ cầm quyền thứ hai của Ceaușescu có đặc trưng là tăng tệ nạn sùng bái cá nhân, chủ nghĩa quốc gia cực đoan và sự xói mòn trong quan hệ nước ngoài với các cường quốc phương Tây và cả với Liên bang Xô viết.
Chính phủ Ceaușescu bị lật đổ bởi một cuộc đảo chính quân sự tháng 12 năm 1989. Ceaușescu và vợ Elena đã trốn khỏi thủ đô bằng trực thăng, nhưng họ đã bị quân đội bắt giữ sau khi các lực lượng vũ trang chuyển sang ủng hộ phe đảo chính. Sau khi bị xét xử và kết án về tội phá hoại kinh tế và diệt chủng, vợ chồng Ceaușescu đã bị xử tử ngay lập tức bằng cách xử bắn vào ngày 25 tháng 12 và Ion Iliescu, người đóng vai trò chính trong cuộc cách mạng này đã trở thành người lãnh đạo mới.

## Tuổi trẻ và sự nghiệp

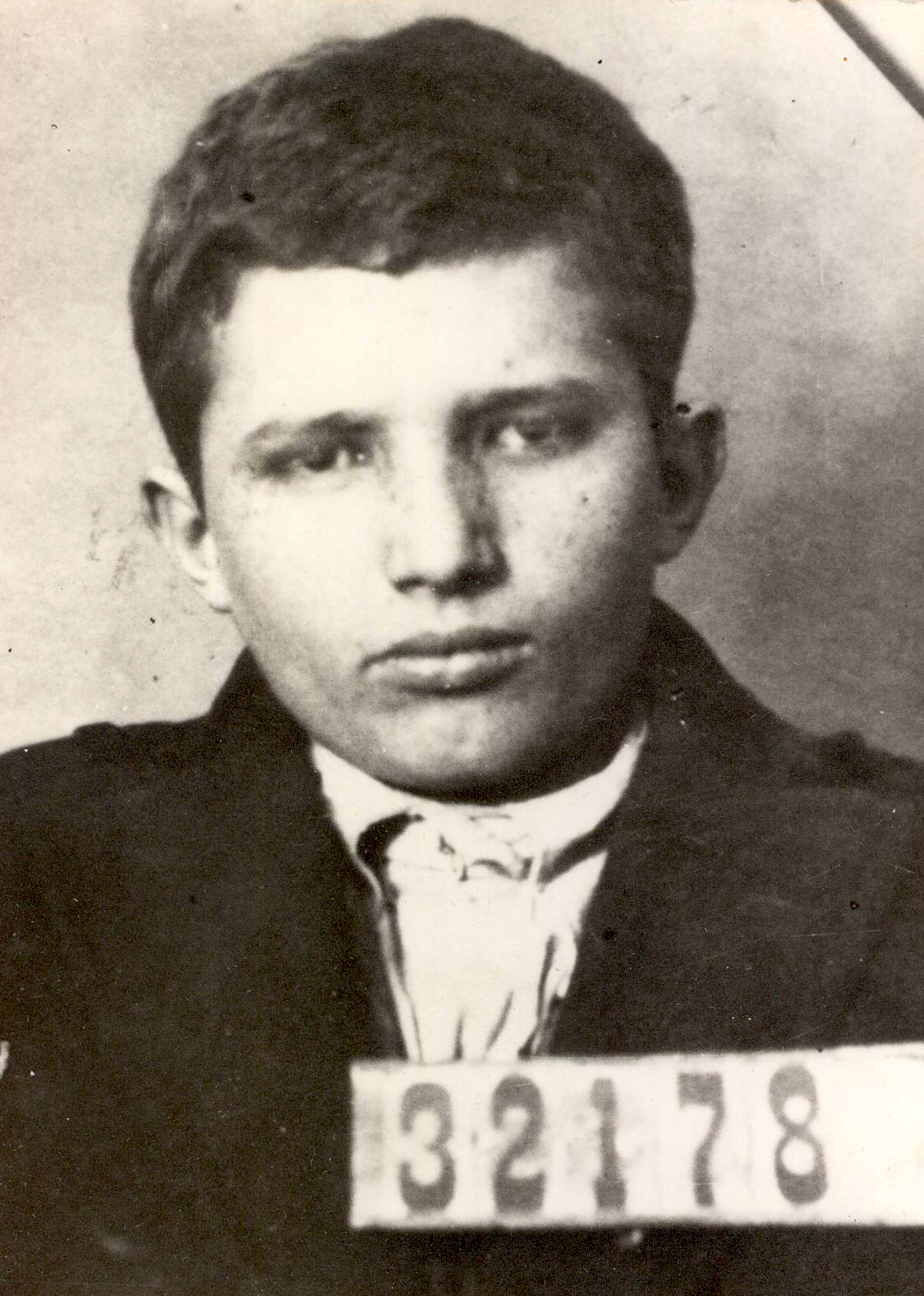
Bị bắt giữ năm 1933, khi ông mới 15 tuổi, vì "tích cực truyền bá tuyên truyền chủ nghĩa cộng sản và chống phát xít"

Sinh tại làng Scornicești, Hạt Olt, Ceaușescu chuyển tới Bucharest ở tuổi lên 11 để làm việc trong các nhà máy. Ông là con trai của một nông dân (xem Gia đình Ceaușescu về nghề nghiệp cha mẹ và anh em) Ông gia nhập Đảng Cộng sản Romania khi ấy vẫn còn bất hợp pháp đầu năm 1932 và lần đầu tiên bị bắt năm 1933 vì tội kích động trong một cuộc bãi công. Ông tiếp tục bị bắt năm 1934, đầu tiên vì thu thập chữ ký kiến nghị chống lại một cuộc xét xử các công nhân đường sắt và hai lần khác vì các hành động tương tự. Những cuộc bắt giữ này khiến ông bị miêu tả là "kẻ kích động cộng sản nguy hiểm" và "tích cực tuyên truyền chủ nghĩa cộng sản và chống phát xít" trong hồ sơ cảnh sát. Sau đó ông chuyển sang hoạt động bí mật, nhưng lại bị bắt và bị bỏ tù năm 1936 trong hai năm tại Nhà tù Doftana vì các hoạt động chống phát xít.
Ra tù năm 1939, ông gặp Elena Petrescu (họ cưới năm 1946) —bà sẽ ngày càng đóng vai trò quan trọng trong sự nghiệp chính trị của ông trong nhiều thập kỷ. Ông bị bắt và bị bỏ tù lần nữa năm 1940. Năm 1943, ông bị chuyển tới trại giam Târgu Jiu và ở cùng buồng giam với Gheorghe Gheorghiu-Dej, và được ông này đỡ đầu. Sau Thế chiến II, khi Romania bắt đầu rơi vào vùng ảnh hưởng của Liên Xô, ông trở thành thư ký Liên đoàn Tuổi trẻ Cộng sản (1944–1945).
Sau khi những người cộng sản nắm quyền lực ở Romania năm 1947, ông lãnh đạo Bộ Nông nghiệp, sau đó làm Thứ trưởng Các lực lượng vũ trang dưới quyền Gheorghe Gheorghiu-Dej. Năm 1952, Gheorghiu-Dej đưa ông vào Uỷ ban Trung ương vài tháng sau khi "phái Muscovite" trong đảng do Ana Pauker lãnh đạo bị thanh trừng. Năm 1954, ông thành thành viên đầy đủ của Bộ chính trị và cuối cùng lên nắm chức vụ cao thứ hai trong hệ thống đảng.

## Lãnh đạo Romania
Ba ngày sau cái chết của Gheorghiu-Dej tháng 3 năm 1965, Ceaușescu trở thành Thư ký thứ nhất Đảng Công nhân Romania. Một trong những hành động đầu tiên của ông là đổi tên đảng thành Đảng Cộng sản Romania, và tuyên bố đất nước là Cộng hoà xã hội Chủ nghĩa Romania chứ không phải Cộng hoà Nhân dân. Năm 1967, ông củng cố quyền lực khi trở thành Chủ tịch Hội đồng Nhà nước.
Ban đầu, Ceaușescu trở thành một nhân vật nổi tiếng ở Romania và cả ở Thế giới phương Tây, vì chính sách đối ngoại độc lập, thách thức quyền lực của Liên bang Xô viết. Trong thập niên 1960, ông chấm dứt sự tham gia tích cực của Romania trong Khối hiệp ước Warszawa (dù Romania vẫn chính thức là một thành viên); ông từ chối tham gia cuộc xâm lược Tiệp Khắc năm 1968 của các lực lượng Khối hiệp ước Warszawa, và công khai lên án mạnh mẽ hành động này. Dù Liên bang Xô viết tỏ thái độ khoan dung cho hành động cứng đầu của Ceaușescu, hành động dường như độc lập khỏi Moscow khiến Romania có vị thế một thành viên bất tuân bên trong Khối Đông Âu.
Năm 1974, Ceaușescu trở thành "Chủ tịch Romania", củng cố thêm nữa quyền lực của ông. Ông thực hiện một chính sách đối ngoại độc lập—ví dụ, năm 1984, Romania là một trong ba nước cộng sản (hai nước kia là Cộng hoà Nhân dân Trung Hoa và Nam Tư) tham gia vào Olympics mùa hè năm 1984 tổ chức tại Hoa Kỳ. Tương tự, Romania là nước đầu tiên trong Khối Đông Âu có quan hệ chính thức với Cộng đồng châu Âu: một thoả thuận đưa Romania vào Hệ thống Tham khảo Chung của Cộng đồng được ký kết năm 1974 và một Thoả thuận về các Sản phẩm Công nghiệp được ký năm 1980. Tuy nhiên, Ceaușescu từ chối áp dụng bất kỳ một cải cách tự do nào. Quy trình phát triển của chế độ của ông đi theo con đường của Stalin vốn đã khởi đầu từ thời Gheorghiu-Dej. Sự chống đối quyền kiểm soát của Liên Xô của họ chủ yếu xảy ra do sự bực tức trước quá trình phi Stalin hoá. Cảnh sát mật (Securitate) duy trì kiểm soát chặt chẽ truyền thông và ngôn luận, và không khoan dung cho đối lập.
Bắt đầu từ năm 1972, Ceaușescu đưa ra một chương trình hệ thống hoá. Được coi như một con đường để xây dựng một "xã hội xã hội chủ nghĩa phát triển đa bên", chương trình phá huỷ, tái lập và xây dựng bắt đầu tại vùng nông thôn, nhưng lên tới đỉnh điểm với một nỗ lực tái lập toàn bộ hình ảnh thủ đô quốc gia. Hơn một phần năm vùng trung tâm Bucharest, gồm cả các nhà thờ và các công trình lịch sử, bị phá huỷ trong thập niên 1980, nhằm xây dựng lại thành phố theo kiểu của ông. Toà nhà Nhân dân ("Casa Poporului") tại Bucharest, hiện là Cung Nghị viện, là công trình hành chính lớn thứ hai thế giới, sau Lầu năm góc. Ceaușescu cũng có kế hoạch san bằng nhiều làng mạc để đưa những người nông dân vào các khối căn hộ trong các thành phố, như một phần của các chương trình "đô thị hoá" và "công nghiệp hoá" của ông. Một dự án phi chính phủ được gọi là "Sister Villages" tạo ra các liên kết giữa châu Âu và các cộng đồng Romania có thể đóng một vai trò trong việc cản trở các kế hoạch nàt.

### Nghị định năm 1966
Năm 1966, chế độ Ceaușescu cấm tất cả hành động phá thai, và đưa ra chính sách riêng của mình nhằm tăng tỷ lệ sinh quá thấp - gồm loại thuế đặc biệt lên tới mười đến hai mươi phần trăm thu nhập của đàn ông và phụ nữ không có con sau tuổi 25, dù có gia đình hay độc thân. Khả năng sinh sản thấp vì các lý do y tế không được xét ngoại lệ. Việc phá thai chỉ được phép trong những trường hợp người phụ nữ quá bốn hai tuổi, hay người mẹ đã có trên bốn (sau này là năm) con. Các bà mẹ phải có ít nhất năm con để được hưởng trợ cấp lớn, trong khi những bà mẹ có ít nhất mười con được Nhà nước Romania gọi là các bà mẹ anh hùng; ít người phụ nữ muốn có danh hiệu này, trung bình một gia đình Romania thời cộng sản có hai tới ba con (xem Nhân khẩu Romania). Hơn nữa, một số lượng khá lớn phụ nữ hoặc chết hay bị tàn tật trong những vụ phá thai lậu.
Chính phủ cũng tìm cách làm giảm mức ly hôn ngày càng tăng bằng cách khiến nó trở nên rất khó khăn - nghị định quy định một cuộc hôn nhân chỉ được chấm dứt trong những trường hợp đặc biệt. Tới cuối thập niên 1960, dân số bắt đầu tăng lên, cùng với độ là sự tăng trưởng nghèo đói và vô gia cư (trẻ em đường phố) tại các vùng đô thị. Đổi lại, các vấn đề mới phát sinh cùng tình trạng bỏ rơi trẻ em không kiểm soát, làm tăng số trẻ mồ côi (Xem Cighid) và tạo điều kiện cho bệnh dịch AIDS phát triển hồi cuối thập niên 1980 - do chế độ từ chối công nhận sự tồn tại của bệnh dịch này, và không muốn tiến hành bất kỳ một ca xét nghiệm HIV nào.

### Luận cương tháng 7

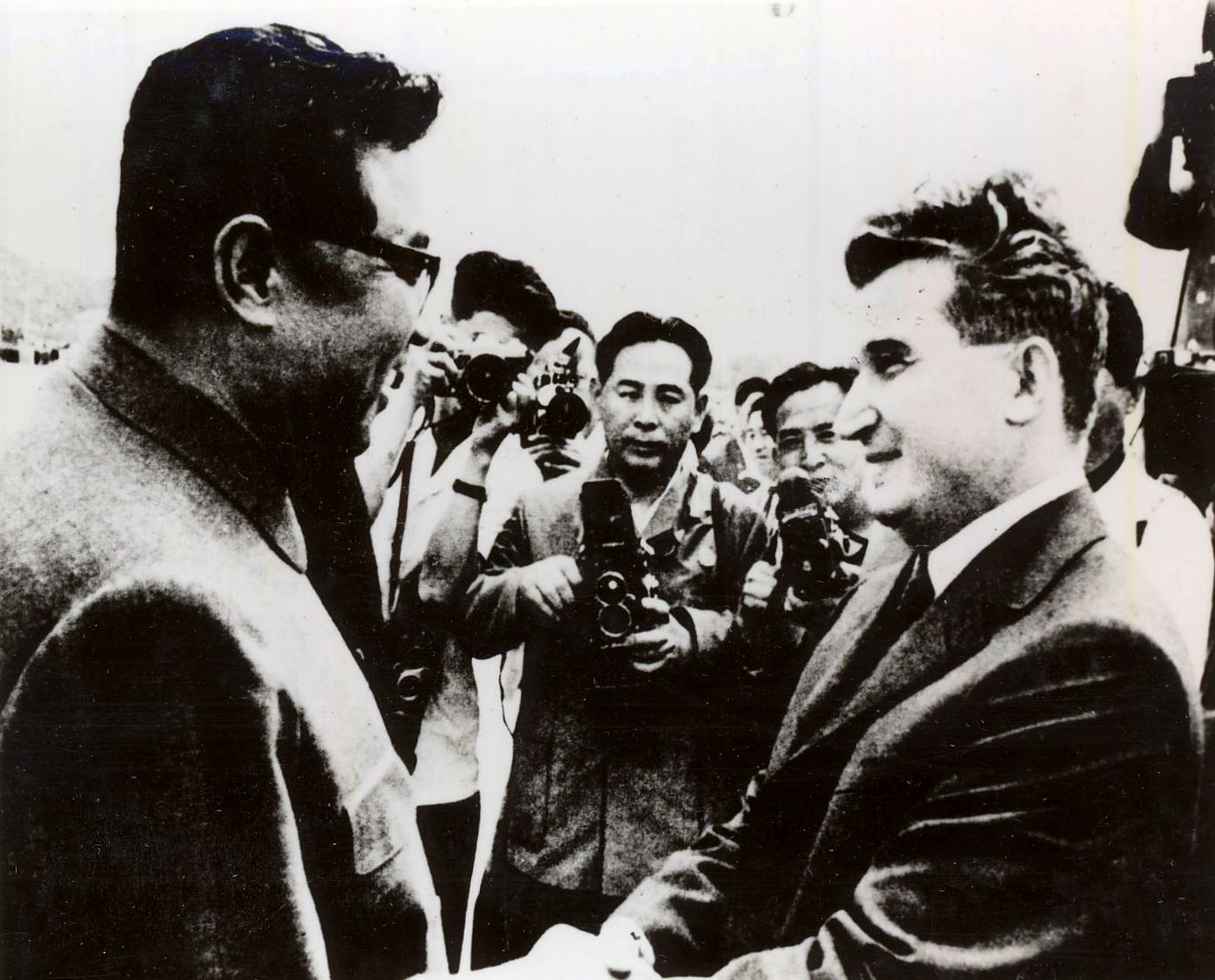
Kim Nhật Thành cùng Nicolae Ceaușescu tại Bắc Triều Tiên năm 1971

Ceaușescu đã đến thăm Cộng hoà Nhân dân Trung Hoa, Bắc Triều Tiên và Việt Nam Dân chủ Cộng hòa năm 1971 và bị ấn tượng bởi mô hình cứng rắn ông thấy tại đó. Ông rất quan tâm tới ý tưởng chuyển đổi toàn bộ quốc gia đang được thực hiện bởi Đảng Công nhân Triều Tiên và cuộc Cách mạng Văn hoá của Trung Quốc. Ngay sau khi về nước, ông bắt đầu học theo hệ thống của Bắc Triều Tiên, bị ảnh hưởng bởi triết lý Juche của Chủ tịch Bắc Triều Tiên Kim Nhật Thành. Những cuốn sách về Juche của Bắc Triều Tiên được dịch sang tiếng Romania và được phân phát rộng rãi trong nước. Ngày 6 tháng 7 năm 1971, ông phát biểu trước Uỷ ban Hành pháp của Đảng Cộng sản Romania. Bài phát biểu kiểu Maoist này, sẽ được gọi là Luận cương tháng 7, có chứa mười bảy đề xuất. Trong số đó có: liên tục tăng cường "vai trò lãnh đạo" của Đảng; cải tiến hoạt động giáo dục về Đảng và phổ biến chính trị vào quần chúng; sự tham gia của thanh niên vào các dự án xây dựng lớn như một phần của "hành động yêu nước" của họ; tăng cường giáo dục chính trị ý thức hệ tại các trường học và trường đại học, cũng như trong các tổ chức của trẻ em, thanh niên và sinh viên; và mở rộng tuyên truyền chính trị định hướng các chương trình phát thanh và truyền hình theo mục đích này, cũng như tại các nhà xuất bản, các rạp hát và rạp chiếu phim, opera, ballet, các hiệp hội nghệ sĩ, khuyến khích một nhân vật "chiến binh, cách mạng" trong sáng tác nghệ thuật. Sự giải phóng năm 1965 bị lên án và một danh sách sách và tác giả bị cấm được tái lập.
Luận cương đã báo trước sự khởi đầu của một cuộc "cách mạng văn hoá nhỏ" tại Romania, tung ra một cuộc tấn công kiểu chủ nghĩa Stalin mới chống lại sự tự chủ văn hoá, tái khẳng định các cơ sở ý thức hệ cho văn học mà, trong lý thuyết, Đảng đã rất khó khăn để từ bỏ. Dù được giới thiệu trong hình thức "Chủ nghĩa xã hội Nhân đạo", trên thực tế Luận cương đánh dấu sự quay trở lại của Chủ nghĩa hiện thực Xã hội chủ nghĩa chặt chẽ, và tấn công vào tầng lớp trí thức không thích hợp. Sự đồng nhất tư tưởng chặt chẽ trong con người và khoa học xã hội được đặt lên hàng đầu. Năng lực và mỹ học bị thay thế bởi tư tưởng; những nhà chuyên môn bị thay thế bởi những kẻ tuyên truyền; và văn hoá một lần nữa lại trở thành phương tiện tuyên truyền ý thức hệ chính trị.

### Cuộc đào tẩu của Pacepa

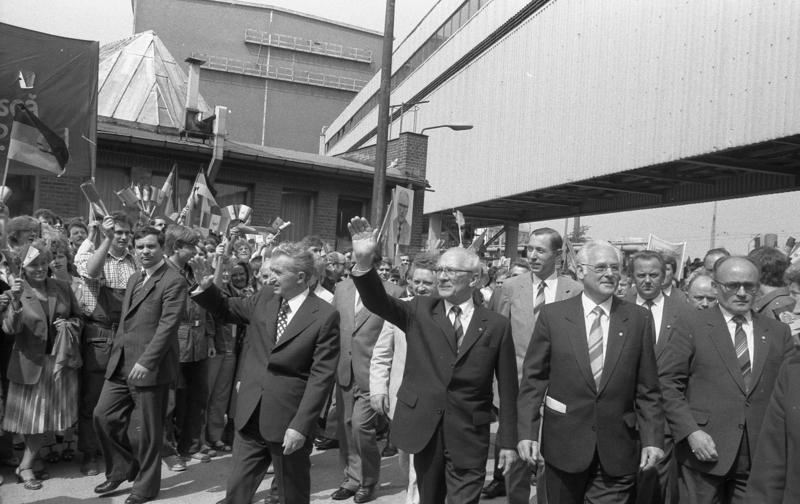
Ceaușescu với Lãnh đạo Đông Đức Erich Honecker ở Đông Berlin

Năm 1978, Ion Mihai Pacepa, một thành viên cao cấp của lực lượng cảnh sát mật (Securitate) Romania, đào tẩu sang Hoa Kỳ. Là một vị tướng 2 sao, ông là nhân vật đào tẩu cấp cao nhất từ Khối Đông Âu trong lịch sử cuộc Chiến tranh Lạnh. Cuộc đào tẩu của ông là một cú đấm mạnh vào chế độ, buộc Ceaușescu phải xem lại toàn bộ lực lượng này. Cuốn sách năm 1986 của Pacepa, Red Horizons: Chronicles of a Communist Spy Chief (ISBN 0-89526-570-2), được cho là đã phơi bày các chi tiết về chế độ của Ceaușescu, như cộng tác với những kẻ khủng bố Ả Rập, gián điệp trên diện rộng về công nghiệp Hoa Kỳ và thực thi các nỗ lực nhằm thu hút ủng hộ chính trị của phương Tây. Sau vụ đào tẩu của Pacepa, nước này bắt đầu trở nên cô lập hơn và phát triển kinh tế cũng giảm sút. Cơ quan tình báo của Ceaușescu bắt đầu trở thành mục tiêu thâm nhập mạnh của các cơ quan tình báo nước ngoài và ông bắt đầu mất quyền điều khiển đất nước. Ông đã nhiều lần tìm cách tái tổ chức nhằm loại bỏ những cộng tác viên cũ của Pacepa, nhưng không thành công.

### Nợ nước ngoài

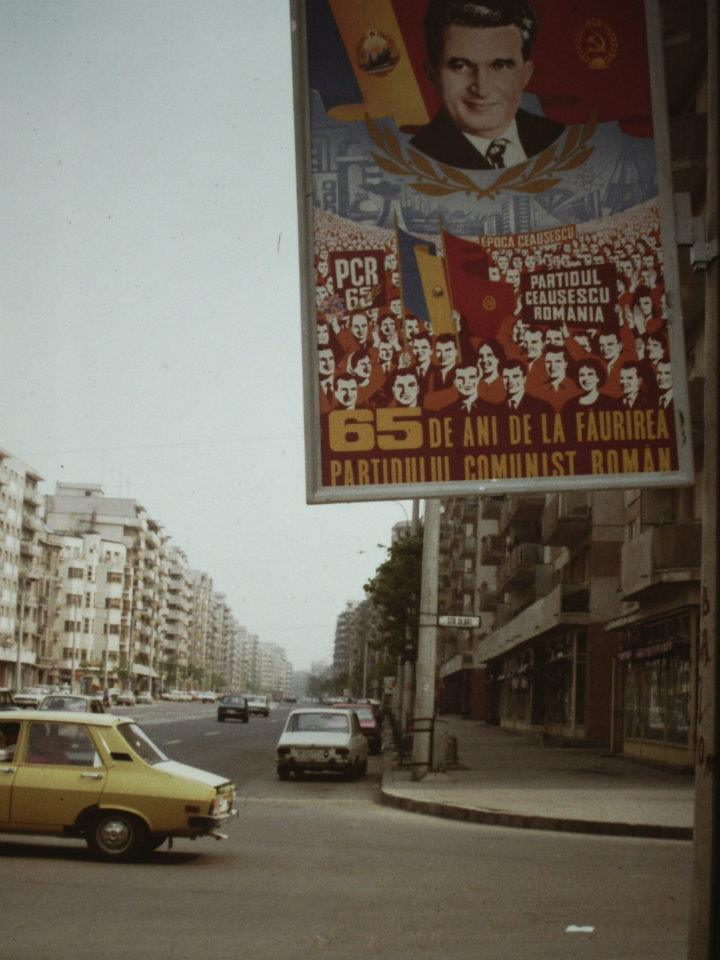
Một poster tuyên truyền trên những con phố thủ đô Bucharest, 1986

Dù sự cai trị ngày càng độc đoán của ông, sự độc lập chính trị của Ceaușescu khỏi Liên bang Xô viết và những lời tuyên bố chống lại cuộc xâm lược Tiệp Khắc năm 1968 đã thu hút được sự chú ý của các cường quốc phương Tây, những nước trong một thời gian ngắn đã tin rằng ông là một người chống Xô viết và hy vọng tạo ra một sự phân ly trong Khối hiệp ước Warszawa thông qua việc cung cấp tài chính cho ông. Ceaușescu không nhận ra rằng tiền không phải luôn luôn có. Ceaușescu có thể vay nhiều (hơn $13 tỷ) từ phương Tây để cung cấp cho các chương trình phát triển kinh tế, nhưng những khoản vay này cuối cùng đã tàn phá tình hình tài chính trong nước. Trong một nỗ lực nhằm giải quyết vấn đề, Ceaușescu quyết định trừ tiệt các khoản nợ nước ngoài của Romania. Ông tổ chức một cuộc trưng cầu dân ý và tìm cách thay đổi hiến pháp, thêm vào một điều khoản cấm Romania nhận các khoản vay từ nước ngoài trong tương lai. Kết quả trưng cầu dân ý hầu như toàn bộ là "đồng ý".
Trong thập niên 1980, Ceaușescu ra lệnh xuất khẩu hầu hết sản phẩm nông nghiệp và công nghiệp của Romania nhằm chi trả các khoản nợ. Kết quả là sự thiếu hụt trong nước khiến cuộc sống của những người dân Romania trở thành một cuộc đấu tranh sinh tồn bởi thực phẩm bị phân phối và nhiên liệu sưởi ấm, gas và điện bị quản lý. Trong thập niên 1980, tiêu chuẩn sống ngày càng suy giảm, đặc biệt là số lượng và chất lượng thực phẩm cũng như hàng hoá trong các cửa hàng. Sự giải thích chính thức là đất nước đang chi trả các khoản nợ và người dân đã chấp nhận khó khăn, tin tưởng rằng nó chỉ diễn ra trong thời gian ngắn và chỉ với những mặt hàng cơ bản.
Khoản nợ được thanh toán hết vào mùa hè năm 1989, một thời gian ngắn trước khi Ceaușescu bị lật đổ, nhưng việc xuất khẩu mạnh tiếp tục diễn ra tới khi cuộc cách mạng diễn ra vào tháng 12.

### Căng thẳng

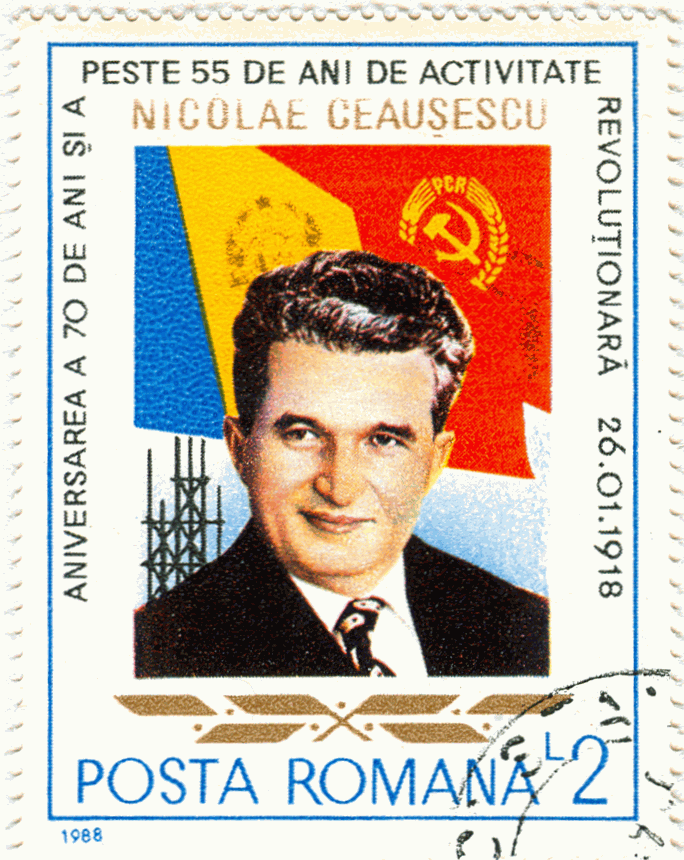
Tem kỷ niệm ngày sinh lần thứ 70 của Nicolae Ceaușescu, 1988

Tới năm 1989, Ceaușescu đã có những dấu hiệu hoàn toàn chối bỏ thực tế. Trong khi cả đất nước đang trải qua thời gian cực kỳ khó khăn với những hàng dài người trước các cửa hàng thực phẩm rỗng không, ông thường xuất hiện trên đài truyền hình nhà nước trong các cửa hàng đầy ắp thức ăn, tới thăm những lễ hội thực phẩm và nghệ thuật lớn nơi người dân mang tới cho ông những lại thực phẩm ngon lành và ca ngợi thành tựu "tiêu chuẩn sống cao" đạt được dưới quyền cai trị của ông. Những đội cung cấp thực phẩm sẽ lấp đầy các cửa hàng trước khi ông đến, và thậm chí những chú bò được nuôi nấng tử tế sẽ được chở đi khắp nước để tham gia vào các cuộc thăm viếng các nông trang của ông. Các mặt hàng chủ lực như bột mì, trứng, bơ và sữa rất khó kiếm và hầu hết mọi người bắt đầu phải phụ thuộc vào mảnh vườn nhỏ của mình trong những mảnh sân khu tập thể hay tại vùng nông thôn để sống. Cuối năm 1989, những buổi phát sóng hàng ngày trên TV có cách danh sách CAPs (kolkhozes) với những con số thu hoạch được cho là kỷ lục, trái ngược hoàn toàn với sự thiếu hụt mà người dân thường Romania đang trải qua ở thời điểm ấy.
Một số người, tin rằng Ceaușescu không biết về điều đang diễn ra trong nước, tìm cách trao cho ông những lá thư thỉnh nguyện và phàn nàn trong các chuyến viếng thăm vùng nông thôn của ông. Tuy nhiên, mỗi lần có một lá thư, ông lại chuyển nó lập tức cho các thành viên đội an ninh. Việc Ceaușescu có đọc bất kỳ lá thư nào hay không vẫn là điều chưa được biết. Theo những lời đồn đại ở thời ấy  những người muốn trao thư trực tiếp cho Ceaușescu đều có nguy cơ bị trừng phạt bởi cảnh sát mật Securitate. Mọi người rất chán nản trong việc này và nói chung xuất hiện cảm giác rằng mọi thứ đang rất tồi tệ.

## Cách mạng
Chế độ Ceaușescu sụp đổ sau một loạt sự kiện bạo lực tại Timișoara và Bucharest tháng 12 năm 1989. Tháng 11 năm 1989, Đại hội lần thứ 14 Đảng Cộng sản Romania (PCR) chứng kiến Ceaușescu, khi ấy 71 tuổi, tái đắc cử một nhiệm kỳ lãnh đạo 5 năm nữa.

### Timișoara
Những cuộc tuần hành ở thành phố Timișoara phát sinh bởi nỗ lực được chính phủ ủng hộ nhằm đuổi László Tőkés, một Mục sư người Hungary, bị chính phủ buộc tội gây ra sự căm ghét sắc tộc. Các thành viên giáo đoàn Hungary bao vây căn nhà của ông để bày tỏ sự ủng hộ.
Các sinh viên Romania tự động gia nhập cuộc tuần hành, và nó nhanh chóng thoát ly khỏi nguyên nhân ban đầu và trở thành một cuộc tổng tuần hành chống chính phủ. Các lực lượng quân đội, cảnh sát và Securitate nổ súng vào những người biểu tình ngày 17 tháng 12 năm 1989. Ngày 18 tháng 12, Ceaușescu lên đường đi thăm Iran, giao lại trách nhiệm đàn áp cuộc nổi loạn Timișoara cho các thuộc cấp và vợ. Ngay khi ông quay trở về ngày 20 tháng 12, tình hình thậm chí còn căng thẳng hơn, và ông đã có một bài phát biểu trên truyền hình từ phòng phát sóng bên trong Toà nhà Uỷ ban Trung ương (CC Building), trong đó ông nói về các sự kiện tại Timișoara như một "sự can thiệp của các lực lượng nước ngoài vào công việc nội bộ của Romania" và một sự "tấn công từ bên ngoài vào chủ quyền của Romania".
Cả nước, vốn không biết gì về các sự kiện ở Timișoara từ truyền thông nhà nước, chỉ biết được qua các đài nước ngoài như Voice of America và Radio Free Europe và truyền khẩu. Một cuộc tụ họp lớn được lên kế hoạch cho ngày hôm sau, ngày 21 tháng 12, mà theo truyền thông chính thức, được gọi là một "phong trào tự phát ủng hộ Ceaușescu", giống cuộc meeting năm 1968 trong đó Ceaușescu đã phát biểu chống lại cuộc xâm lược Tiệp Khắc của các lực lượng Khối Warszawa.

### Lật đổ
Ngày 21 tháng 12, cuộc tụ họp lớn, được tổ chức tại nơi giờ là Quảng trường Cách mạng, biến thành sự hỗn loạn. Hình ảnh Ceaușescu vô cảm trước sự la ó của đám đông là một trong những khoảnh khắc mạnh mẽ nhất về sự sụp đổ của Chủ nghĩa cộng sản ở Đông Âu. Vợ chồng nhà độc tài, không thể kiểm soát nổi đám đông, cuối cùng phải ẩn trốn trong toà nhà, và họ tiếp tục ở đó tới ngày hôm sau. Cả ngày hôm đó tiếp tục là cuộc nổi dậy của người dân Bucharest, vốn đã chiếm Quảng trường Đại học và xung đột với cảnh sát và quân đội tại các trạm gác. Những sự kiện đầu tiên này ngày nay được coi là một cuộc cách mạng thực sự. Tuy nhiên, những người biểu tình không vũ trang không đương đầu nổi với lực lượng quân đội tập trung tại Bucharest, nửa đêm hôm ấy quân đội đã dẹp yên đường phố và bắt giữ hàng trăm người.
Dù được quảng cáo là "cuộc tụ họp ủng hộ" và những sự kiện sau đó trên truyền hình quốc gia đã bị cắt từ ngày hôm trước, phản ứng của Ceaușescu trước các sự kiện đã trở thành một phần trong ký ức quốc gia. Tới sáng ngày 22 tháng 12 năm 1989, người nổi dậy đã tràn tới mọi thành phố lớn. Cái chết đầy nghi vấn của Vasile Milea, bộ trưởng quốc phòng, được thông báo trên truyền thông. Ngay sau đó, Ceaușescu chủ trì cuộc họp của CPEX và nắm quyền chỉ huy quân đội. Ông đưa ra một nỗ lực nhằm giải tán đám đông tụ tập trước toà nhà Uỷ ban Trung ương, nhưng hành động này bị những người nổi dậy bác bỏ, họ buộc mở cửa toà nhà, khi ấy đã không còn được bảo vệ. Vợ chồng Ceaușescu bỏ trốn bằng trực thăng sau một quyết định sai lầm (bởi họ vẫn có thể trú ẩn an toàn trong đường hầm ngầm) [xem Dumitru Burlan].
Trong quá trình cuộc cách mạng báo chí phương Tây đã ước tính số người chết bởi lực lượng cảnh sát mật ủng hộ Ceaușescu. Con số này tăng nhanh chóng tới mức 64,000 người chết và được đưa rộng rãi trên trang nhất các tờ báo. Tuỳ viên quân đội Hungary thể hiện sự nghi ngờ con số trên, chỉ ra rằng cần phải có rất nhiều thiết bị hậu cần để có thể giết một số lượng người lớn như vậy trong một thời gian ngắn. Sau cái chết của Ceaușescu một thông báo về số lượng thương vong được tính trên toàn quốc cho thấy số người chết thực tế chưa tới một nghìn và có thể còn thấp hơn nữa.

### Hành quyết

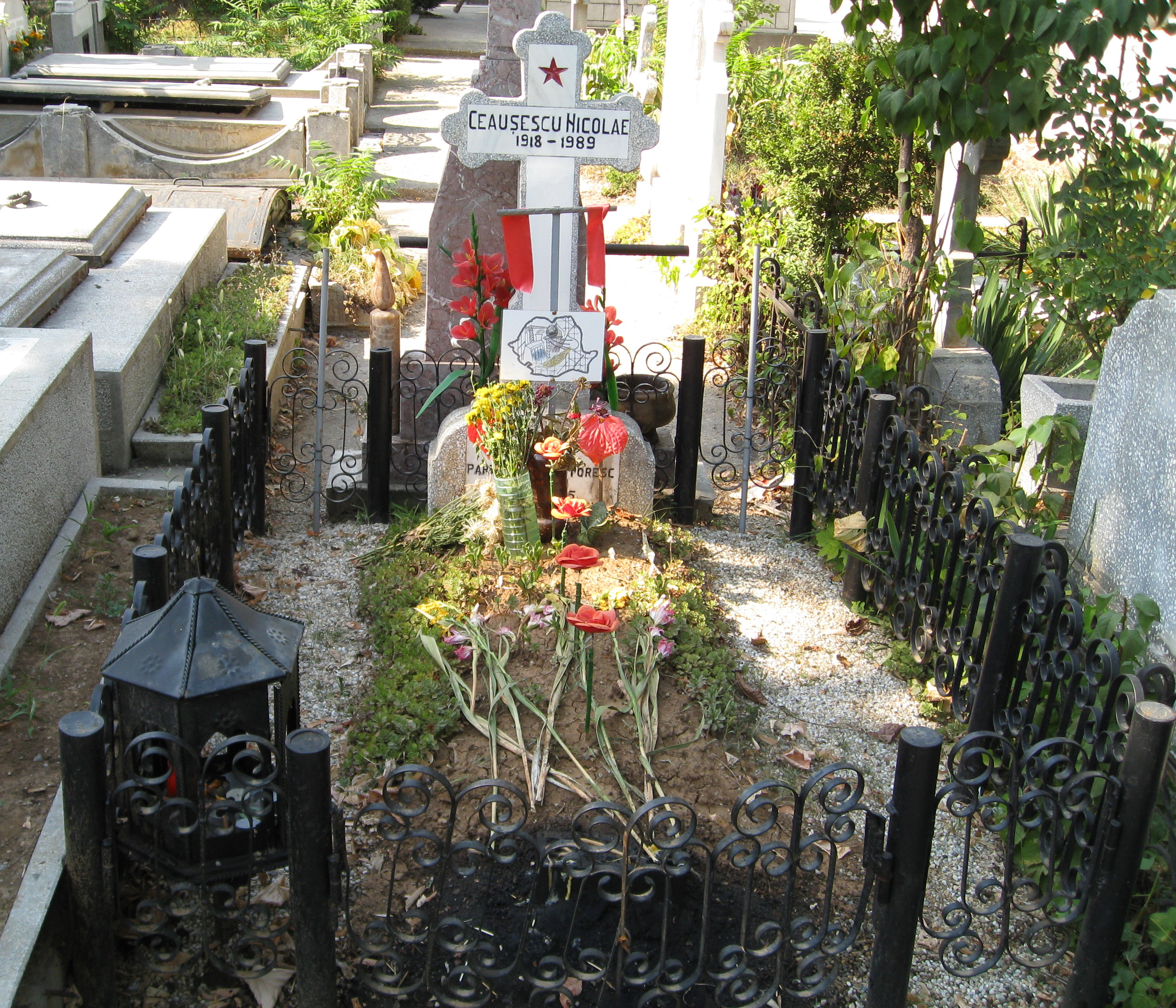
Mộ Nicolae Ceaușescu tại nghĩa trang Ghencea

Ceaușescu và vợ Elena đã bỏ chạy khỏi thủ đô với Emil Bobu và Manea Mănescu và đi tới ngôi nhà của Ceaușescu tại Snagov, từ đó họ tiếp tục đi tới Târgoviște. Gần Târgoviște, họ bỏ lại chiếc trực thăng, đã bị quân đội hạ lệnh hạ cánh, khi ấy chiếc máy bay cũng bị giới hạn chỉ bay trong không phận Romania. Vợ chồng Ceaușescu bị cảnh sát bắt giữ, khi những người cảnh sát nghe tin qua radio. Cuối cùng cảnh sát giao hai vợ chồng cho quân đội. Ngày 25 tháng 12, hai người bị một toà án quân sự xử tử hình vì tội từ làm giàu trái phép cho tới diệt chủng, và đã bị hành quyết tại Târgoviște. Đội quay phim ghi lại các sự kiện đã bỏ lỡ cảnh hành quyết bởi việc này diễn ra quá nhanh.
Vợ chồng Ceaușescu bị một đội hành quyết bắn, mà theo tin đồn là có hàng trăm người tình nguyện tham gia, gồm cả binh sĩ thuộc trung đoàn dù tinh nhuệ Ionel Boeru, Dorin Cârlan và Octavian Gheorghiu bằng súng trường. Đội hành quyết không cần đợi việc trói và bịt mắt hai vợ chồng, như truyền thống dành cho người bị hành quyết theo cách đó, mà đơn giản bắn ngay khi họ xuất hiện. Sau khi vụ xử bắn kết thúc, thân thể hai vợ chồng bị phủ vải bạt. Cuộc xử án vội vã và những hình ảnh về cái chết của hai vợ chồng Ceaușescu đã được ghi lại và phát sóng ngay sau đó ở nhiều quốc gia phương tây. Đoạn băng xử án và những hình ảnh thân thể (nhưng không có đoạn hành quyết) đã được chiếu cùng ngày hôm ấy trên TV cho công chúng Romania.
Mộ của vợ chồng Ceaușescu nằm ở nghĩa trang Ghencea tại Bucharest. Nicolae và Elena được chôn ở hai phía đối diện một con đường. Những ngôi mộ khá khiêm tốn, nhưng thường được phủ hoa và các biểu tượng của chế độ của họ. Một số người cho rằng, trên thực tế những ngôi mộ là mộ giả. Tháng 4 năm 2007, con trai họ đã thua một vụ kiện yêu cầu điều tra vụ việc. Người con trai cả Nicu Ceaușescu, chết năm 1996, và được chôn gần đó trong cùng nghĩa địa. Theo Jurnalul Național, những yêu cầu đã được người con gái và những người ủng hộ quan điểm của họ đưa ra để dời họ tới các lăng mộ hay nhà thờ được xây dựng riêng cho họ, nhưng những yêu cầu đó bị chính phủ bác bỏ.

## Sùng bái cá nhân và chủ nghĩa độc tài
Ceaușescu đã tạo ra một sự sùng bái cá nhân lớn, tự trao cho mình các danh hiệu "Conducător" ("Lãnh tụ") và "Geniul din Carpați" ("Thiên tài của người Carpathian"), với sự hỗ trợ của các nhà thơ Văn hoá Vô sản (Proletkult) như Adrian Păunescu và Corneliu Vadim Tudor, và thậm chí còn có cả một vương trượng kiểu nhà vua cho riêng mình. Những sự thái quá đó đã khiến họa sĩ Salvador Dalí gửi một điện tín chúc mừng tới "Conducător", tờ báo hàng ngày của Đảng Cộng sản Scînteia đã đưa tin về việc này mà không biết rằng nó chỉ là một hành động trào phúng. Để tránh những hành động phản bội mới như kiểu Pacepa, Ceaușescu đã đưa vợ mình Elena cùng các thành viên khác trong gia đình vào các chức vụ trong chính phủ.

### Quản lý nhà nước

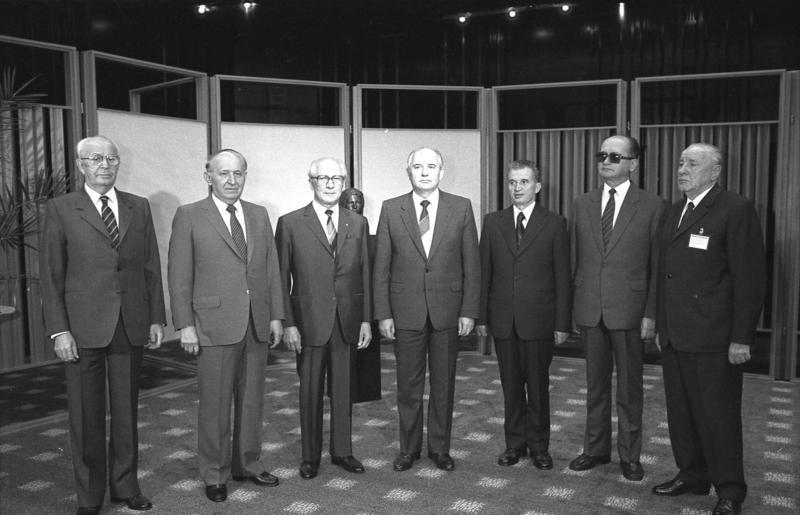
Với các lãnh đạo Khối hiệp ước Warszawa, 1987 (từ trái qua phải): Husák của Tiệp Khắc, Zhivkov của Bulgaria, Honecker của Đông Đức, Gorbachev của Liên bang Xô viết, Ceaușescu, Jaruzelski của Ba Lan, và Kádár của Hungary

Dưới thời Ceaușescu, Romania là nước xuất khẩu vũ khí hàng thứ tư châu Âu. Ông đã có những nỗ lực hoạt động trung gian giữa PLO và Israel. Ông đã tổ chức một cuộc trưng cầu dân ý thành công để giảm bớt kích thước Quân đội Romania 5% và tổ chức những cuộc tuần hành lớn vì hoà bình.
Ceaușescu đã tìm cách đóng một vai trò ảnh hưởng và hướng dẫn cho các quốc gia Nam Mỹ. Ông là đồng minh thân cận và là một người bạn của nhà độc tài Tổng thống Mobutu Sese Seko của Zaïre. Trên thực tế các mối quan hệ không phải giữa nhà nước-nhà nước, mà là đảng-đảng giữa MPR và Đảng Cộng sản Romania. Nhiều người tin rằng cái chết của Ceaușescu đóng vai trò lớn gây ảnh hưởng tới quá trình "dân chủ hoá" của Mobutu tại Zaïre năm 1990. Tương tự, Pháp đã trao cho Ceaușescu quy chế thành viên Quân đoàn Danh dự vào năm 1978 ông trở thành một Hiệp sĩ Danh dự Anh (GCB, đã bị bãi bỏ) tại Anh Quốc, trong khi bà Elena Ceaușescu, một người không có nhiều kiến thức được xoay xở để 'được bầu' làm thành viên của Viện hàn lâm Khoa học tại Hoa Kỳ; tất cả những việc đó và cả những việc khác nữa, đều được vợ chồng Ceaușescu sắp xếp để tuyên truyền thông qua các tuỳ viên văn hoá tại các Đại sứ quán Romania tại các nước liên quan.
Nước Romania thời Ceaușescu là quốc gia duy nhất trong Khối hiệp ước Warszawa không hạ cấp quan hệ với Chile sau cuộc đảo chính năm 1973 của Augusto Pinochet.

### Yếu kém
Sự kiểm soát của Ceaușescu với mọi mặt đời sống tôn giáo, giáo dục, thương mại, xã hội và đời sống dân sự càng làm trầm trọng thêm tình hình. Năm 1987, một nỗ lực tổ chức bãi công tại Brașov thất bại: quân đội chiếm giữ các nhà máy và đàn áp những người biểu tình.
Trong suốt năm 1989, Ceaușescu càng tách biệt hơn với thế giới Cộng sản: vào tháng 8 năm 1989, ông đề xuất một hội nghị thượng đỉnh để bàn bạc về các vấn đề của Chủ nghĩa Cộng sản châu Âu và bảo vệ chủ nghĩa xã hội tại các quốc gia đó, nhưng đề xuất của ông bị các quốc gia Khối hiệp ước Warszawa và Cộng hoà Nhân dân Trung Hoa bác bỏ. Thậm chí cả sau sự sụp đổ của Bức tường Berlin và sự rút lui của những người đồng chí thân cận của Ceaușescu lãnh đạo Cộng hoà Dân chủ Đức Eric Honecker, từ chức, và lãnh đạo Bulgaria Todor Zhivkov, bị thay thế tháng 11 năm 1989, Ceaușescu vẫn bỏ qua mối đe doạ với vị trí của mình như vị lãnh đạo cộng sản cuối cùng ở Đông Âu.

## Khác

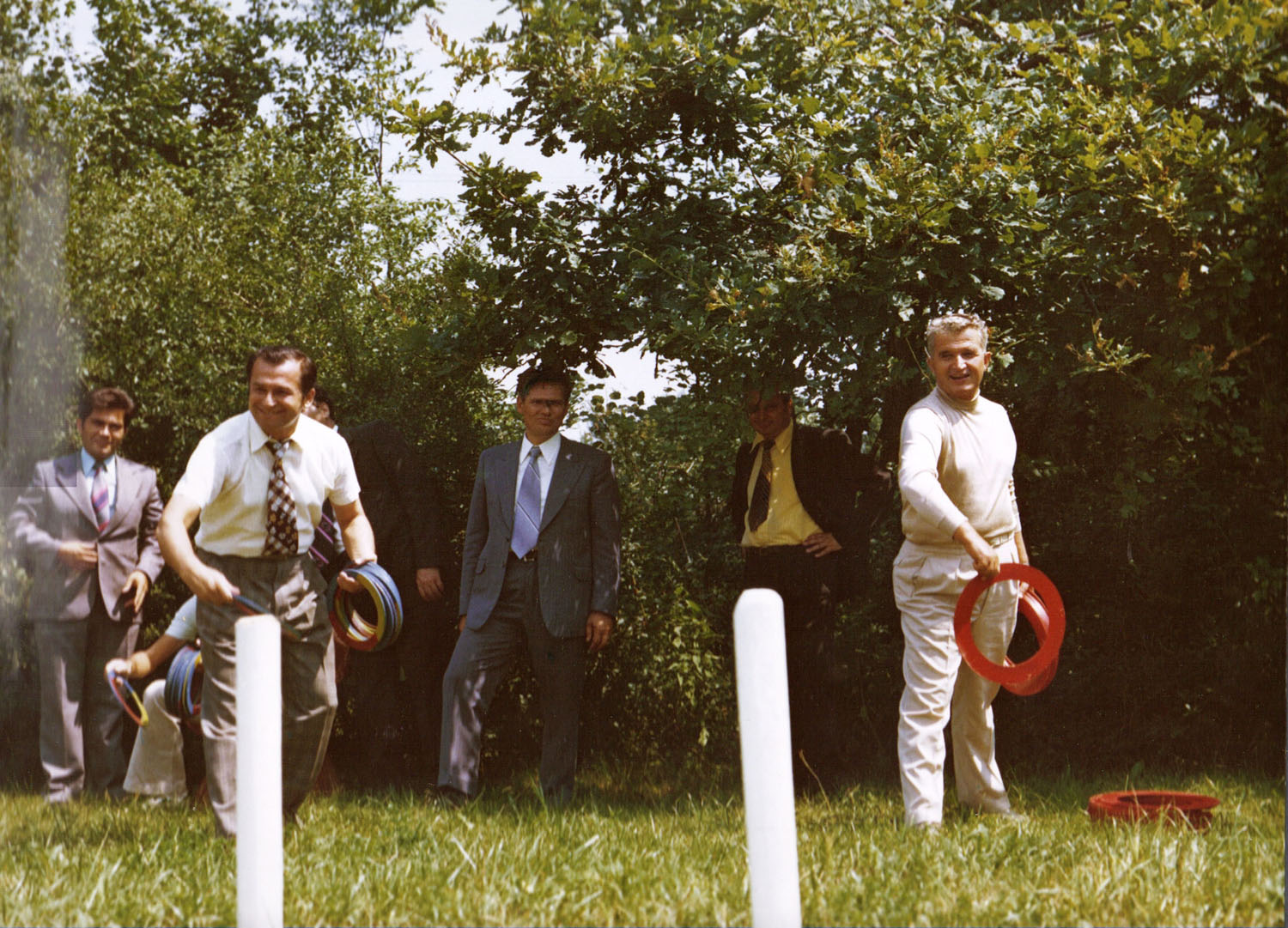
Con trai, Ion Iliescu, và Nicolae Ceaușescu năm 1976

Nicolae và Elena Ceaușescu có ba con, Valentin Ceaușescu (sinh năm 1948) một nhà vật lý hạt nhân, Nicu Ceaușescu (1951 - 1996) cũng là một nhà vật lý, và một con gái Zoia Ceaușescu (1949 - 2006), một nhà toán học. Sau cái chết của cha mẹ, Nicolae Ceaușescu ra lệnh xây dựng một nhà thờ Chính thống, những bức tường nhà thờ được trang trí bằng những bức chân dung cha mẹ ông.
Ceaușescu là người duy nhất được nhận Order of the Elephant của Đan Mạch rồi bị rút lại. Việc này xảy ra ngày 23 tháng 12 năm 23, 1989, khi HM Nữ hoàng Margrethe II ra lệnh thu hồi phù hiệu về Đan Mạch, và xoá bỏ tên Ceaușescu khỏi văn bản lưu trữ.
Tương tự Ceaușescu cũng bị tước danh hiệu vinh dự GCB (Knight, Grand Cross of the Bath) bởi Nữ hoàng Elizabeth II của Vương quốc Anh ngay ngày trước khi ông bị hành quyết. Nữ hoàng Elizabeth cũng trả lại Huân chương mà nhà nước Romania đã trao cho bà.
Nhân dịp kỷ niệm lần thứ 70 ngày sinh của mình năm 1988 Ceaușescu được lãnh đạo Đảng Thống nhất Xã hội chủ nghĩa Đức Erich Honecker trao tặng Karl-Marx-Orden; qua việc này ông được trao tặng vì đã từ chối các cuộc cải cách của Mikhail Gorbachev.
Theo một cách tương tự với một số quốc gia Liên minh châu Âu, việc ca tụng các tội ác của các chế độ chuyên chế và bôi nhọ các nạn nhân của chúng bị cấm theo luật pháp Romania; điều này gồm cả chế độ Ceaușescu. Dinel Staicu đã bị phạt 25,000 lei (xấp xỉ 9,000 dollar Mỹ) vì ca tụng Ceaușescu và trưng bày các bức hình của ông trên kênh truyền hình tư nhân (3TV Oltenia).
Ngày cuối cùng nắm quyền lực của Ceaușescu đã được soạn thành một bản nhạc, The Fall of Ceaușescu, viết và sáng tác bởi Ron Conner. Nó được trình diễn lần đầu tại Los Angeles Theater Center tháng 9 năm 1995 và có cả Ion Iliescu tham dự, khi ấy ông là Tổng thống Romania và đang ở thăm Los Angeles.

## "Chủ nghĩa Ceaușescu"
Tuy thuật ngữ Chủ nghĩa Ceaușescu đã được sử dụng rộng rãi bên trong Romania, thường có nghĩa miệt thị, nó không bao giờ có được tư cách hàn lâm. Điều này có thể giải thích khi nhìn theo quan điểm về sự thô thiển và hổ lốn của tín điều. Ceaușescu đã tìm cách đưa các quan điểm của mình vào trong một học thuyết Marxist chủ chốt, thêm vào đó niềm tin của ông ở một "xã hội xã hội chủ nghĩa phát triển đa bên" một giai đoạn cần thiết mới giữa các ý tưởng Marxist về các xã hội Xã hội chủ nghĩa và Cộng sản (một quan điểm chủ chốt cho rằng lý do chính cho sự trung gian là sự biến mất của các cơ cấu Nhà nước và Đảng trong Chủ nghĩa Cộng sản). Một cuốn Bách khoa Toàn thư Romania năm 1978 đã tìm cách nhấn mạnh ý tưởng này là "một giai đoạn mới, vượt trội trong sự phát triển xã hội chủ nghĩa của Romania [...] bắt đầu bằng Kế hoạch 5 năm 1971-1975 [sic], kéo dài nhiều [kế tiếp và dự đoán] Kế hoạch 5 năm".
Ý tưởng chủ chốt trong đó là một hình thức chủ nghĩa quốc gia Romania, một yếu tố có lẽ đã giúp đưa Ceaușescu lên nắm quyền lực năm 1965, và có lẽ có giá trị với giới lãnh đạo Đảng xung quanh Ion Gheorghe Maurer lựa chọn ông thay cho một Gheorghe Apostol hơi quá chính thống. Dù trước đó từng là kẻ ủng hộ cẩn trọng của các sách lược chính thức, Ceaușescu đã chuyển sang thực hiện mong muốn của xã hội Romania về sự độc lập sau cái được nhiều người coi là những năm thuộc quyền chỉ đạo và thanh trừng của Liên Xô, trong và sau sự thất bại SovRom. Ông đã thực hiện ý tưởng quốc gia này trong Đảng, ủng hộ nó chống lại người đã được chỉ định kế vị Apostol. Chính sách quốc gia này không phải không có sự tham gia của nhà chính trị rụt rè trước đó: ví dụ, chế độ Gheorghiu-Dej đã thành công trong việc thuyết phục Hồng quân rút đi năm 1958.
Tương tự, chế độ đã sắp xếp xuất bản nhiều tác phẩm gây ảnh hưởng tới hình ảnh Nga và Xô viết, như các tập cuối cùng của bộ lịch sử chính thức Lịch sử Romania, không bưng bít những điểm căng thẳng truyền thống với Nga và Liên bang Xô viết (thâm chí nói bóng gió tới sự hiện diện trái phép của Liên Xô tại Bessarabia). Trong những năm cầm quyền cuối cùng của Gheorghiu-Dej nhiều vấn đề được công khai, với sự xuất bản một tuyển tập tác phẩm Karl Marx đề cập tới các chủ đề của Romania, thể hiện các quan điểm của Marx trước kia đã bị kiểm duyệt và không dễ chịu về chính trị với Nga.
Tuy nhiên, Ceaușescu đã chuẩn bị để tiến hành một bước quan trọng hơn khi đặt nghi ngờ về các chính sách của Nga. Trong những năm đầu cầm quyền, ông nói chung thả lỏng áp lực chính trị bên trong xã hội Romania, khiến hồi cuối thập niên 1960 và đầu thập niên 1970 là thập kỷ tự do nhất trong chế độ Cộng sản Romania. Giành được sự tin tưởng của dân chúng, Ceaușescu giữ quan điểm rõ ràng chống lại cuộc nổi dậy Mùa xuân Praha năm 1968 của Leonid Brezhnev. Sau một cuộc viếng thăm của Charles de Gaulle đầu năm ấy (trong đó Tổng thống Pháp công nhận sự ly khai mới bắt đầu), bài phát biểu của Ceaușescu trước công chúng trong tháng 8 khiến mọi người ấn tượng mạnh, không chỉ bởi các chủ đề của nó, mà bởi cả sự thực nó không hề được chuẩn bị trước. Ông ngay lập tức giành được thiện cảm của phương Tây và được họ ủng hộ, cho tới khi giai đoạn tự do trong thời cầm quyền của ông chấm dứt; cùng lúc ấy, một nguy cơ được đặt ra là sự xâm lược quân sự của Liên Xô: đáng chú ý, nhiều thanh niên bên trong Romania đã gia nhập Vệ binh Yêu nước được thành lập để đương đầu với mối đe doạ. Tổng thống Richard Nixon được mời tới Bucharest năm 1969, đây là chuyến thăm đầu tiên của Tổng thống Hoa Kỳ tới một quốc gia Cộng sản.
Phiên bản Chủ nghĩa xã hội với khuôn mặt người của Alexander Dubček không bao giờ thích hợp với các mục tiêu cộng sản của Romania. Ceaușescu trong một thời gian ngắn thấy mình đi cùng Dubček tại Tiệp Khắc và Josip Broz Tito tại Liên bang Cộng hoà Xã hội chủ nghĩa Nam Tư. Tình bạn với Tito kéo dài tới thập niên 1980, khi Ceaușescu chấp nhận học thuyết Titoist "phát triển xã hội chủ nghĩa độc lập" để thích ứng với các mục tiêu riêng của ông. Romania tự tuyên bố mình là một nhà nước Cộng hoà "Xã hội chủ nghĩa" (thay cho "Nhân dân") để thể hiện rằng họ đang thực hiện các mục tiêu của Marx mà không cần sự giám sát của Moscow.
Hệ thống này làm trầm trọng hơn các nét tiêu biểu quốc gia của nó, ngày càng pha trộn với các tư tưởng Juche và Mao. Năm 1971, Đảng, vốn đã hoàn toàn thanh trừng sự chống đối nội bộ (có lẽ ngoại trừ Gheorghe Gaston Marin), phê duyệt Luận cương tháng 7, thể hiện sự khinh bỉ của Ceaușescu với toàn bộ các mô hình phương Tây, và tái đánh giá sự tự do hoá trước đó của ông là tư sản. Đại hội lần thứ 11 năm 1974 thắt chặt quản lý văn hoá Romania, hướng nó theo các nguyên tắc quốc gia của Ceaușescu: đáng chú ý, các nhà sử học Romania được yêu cầu phải coi Dacians là có "một Nhà nước không tổ chức [sic]", một phần của một sự tiếp nối chính trị mà đỉnh cao là Cộng hoà Xã hội chủ nghĩa. Chế độ tiếp tục cuộc đối thoại văn hoá theo các hình thức cũ, và Ceaușescu liên kết sự sùng bái cá nhân với các nhân vật như Mircea cel Bătrân (người ông gọi là Mircea Vĩ đại) và Mihai Viteazul; Romania cũng bắt đầu thêm các phiên bản kiểu Dacian hay Roma vào tên các thành phố và thị trấn (Drobeta thành Turnu Severin, Napoca thành Cluj).
Một thế hệ những người cam kết ủng hộ mới ở phía ngoài xác nhận tính chất của chế độ. Ceaușescu có lẽ không bao giờ đặt sự quan trọng trên thực tế rằng các chính sách của ông tạo ra một mô hình cho những nhà lý luận của Chủ nghĩa Bolshevik Quốc gia như Jean-François Thiriart, nhưng có một sự liên kết được công khai hoá giữa ông và Iosif Constantin Drăgan, một nhà triệu phú di cư người Italia gốc Romania Iron Guardist (Drăgan đã cam kết với một Dacian Protochronism ca tụng chính sách văn hoá chính thức).
Nicolae Ceaușescu có một ảnh hưởng lớn với những nhà hùng biện dân tuý Romania hiện đại. Trong những năm cuối cùng của mình, ông đã bắt đầu phục hồi hình ảnh của nhà độc tài ủng hộ Phát xít Ion Antonescu. Dù Antonescu không bao giờ là một truyện thần thoại chính thức hoàn toàn thời Ceaușescu, các nhà chính trị bài ngoại hiện nay như Corneliu Vadim Tudor đã gắn liền các hình ảnh của hai nhà lãnh đạo trong các phiên bản về một lăng danh nhân quốc gia của họ. Cuộc xung đột với Hungary về việc đối xử với cộng đồng thiểu số Magyar tại Romania có nhiều khía cạnh bất thường: không chỉ là một cuộc tranh cãi cay độc giữa hai nhà nước xã hội chủ nghĩa chính thức (bởi Hungary vẫn chưa chính thức tham gia vào quá trình chuyển sang một nền kinh tế thị trường tự do), nó cũng đánh dấu thời điểm khi Hungary, một nhà nước phía sau Bức Màn Sắt, kêu gọi Tổ chức An ninh và Hợp tác châu Âu áp đặt trừng phạt chống Romania. Điều này có nghĩa thời điểm cuối thập niên 1980 bị đánh dấu bởi một cuộc tấn công chống Hungary công khai, mang nhiều ý tưởng truyền thống quốc gia hơn chủ nghĩa Mác, and the ultimate isolation of Romania on the World stage.
Nicolae Ceaușescu đề cao một ý tưởng kêu gọi giải tán Phong trào không liên kết hồi thập niên 1970. Tuy chế độ được coi là một nhà hoà giải cho nhiều cuộc xung đột giữa thế giới Ả Rập và Israel trong suốt thập kỷ, họ đã chuyển sang chỉ ủng hộ Tổ chức Giải phóng Palestine và, dần, thể hiện sự quan tâm tới một liên minh với Đạo Hồi. Vì thế, Romania là nhà nước xã hội chủ nghĩa duy nhất (trừ Albania, rời bỏ Khối hiệp ước Warszawa năm 1968) công khai lên án cuộc Chiến tranh Xô viết tại Afghanistan.
Sự phản đối mạnh mẽ chế độ của ông với mọi hình thức của perestroika và glasnost đặt Ceaușescu trước sự đối đầu với Mikhail Gorbachev. Trong một hành động ấn tượng, Ceaușescu đã yêu cầu giới lãnh đạo Liên Xô quay trở về lập trường trước kia, thậm chí yêu cầu sự đàn áp của Liên Xô với mọi phong trào giải phóng ở Khối Đông Âu ở nửa sau năm 1989.
Tháng 11 năm 1989, tại đại hội thứ 14 và cũng là đại hội cuối cùng của Đảng Cộng sản Romania, Ceaușescu lên án Hiệp ước Molotov-Ribbentrop và yêu cấu thủ tiêu các hậu quả của nó. Trên thực tế, hành động này để đòi lại Bessarabia (đa phân của nó khi ấy là một nước cộng hoà Xô viết và từ năm 1991 đã trở thành một nhà nước độc lập) và bắc Bukovina, cả hai đã bị Liên bang Xô viết chiếm đóng năm 1940 và một lần nữa ở cuối Thế chiến II.

## Các tác phẩm xuất bản chọn lọc
- Báo cáo trong phiên họp chung toàn thể của Uỷ ban Trung ương Đảng Cộng sản Romania, Hội đồng Quốc gia của Mặt trận Thống nhất Xã hội chủ nghĩa và Đại hội đồng Quốc gia: Kỷ niệm lần thứ 60 ngày thành lập một Nhà nước Quốc gia Romania Thống nhất, 1978
- Các vấn đề chính của thời đại của chúng ta: Hạn chế kém phát triển, lấp đầy khoảng cách giữa các quốc gia, xây dựng một trật tự kinh tế thế giới mới, 1980
- Việc giải quyết vấn đề quốc gia tại Romania (tư tưởng Chính trị-xã hội của Tổng thống Romania), 1980
- Ceaușescu: Người xây dựng Romania Hiện đại và Lãnh tụ Thế giới, 1983
- Quốc gia và sự cùng tồn tại các dân tộc trong giai đoạn hiện tại (Tư tưởng chính trị của tổng thống Romania), 1983
- Istoria poporului Român în concepția președintelui, 1988